# Gamnacke
Gamnacke är en typ av nackbesvär. Besvären uppkommer ofta genom att man sitter framför en bildskärm med kutande rygg, hopdragna axlar och framskjuten haka. Den här vanliga och felaktiga arbetsställningen gör att man faktiskt ganska snabbt kan utveckla en tydlig puckel i övre delen av ryggen, och felbelastningen av kotor och muskler ger snart signaler i form av ömhet, stelhet och i värsta fall kronisk värk i nacke, axlar och huvud. 
Det finns åtminstone en studie som visar att man inte behöver få ont av gamnacke. Många tycker dock att det är lite pinsamt att drabbas av det.